# SCGB2A
SCGB2A, aussi appelée Lipophiline C, mammaglobine est une sous-famille de sécrétoglobines exprimée de manière hautement spécifique dans l’épithélium mammaire où il forme des hétérodimères avec SCGB1D2, ce qui en fait un biomarqueur intéressant pour la détection d’un adénocarcinome. Il existe à ce propos deux formes de Mammaglobine : SCGB2A1 et SCGB2A2.

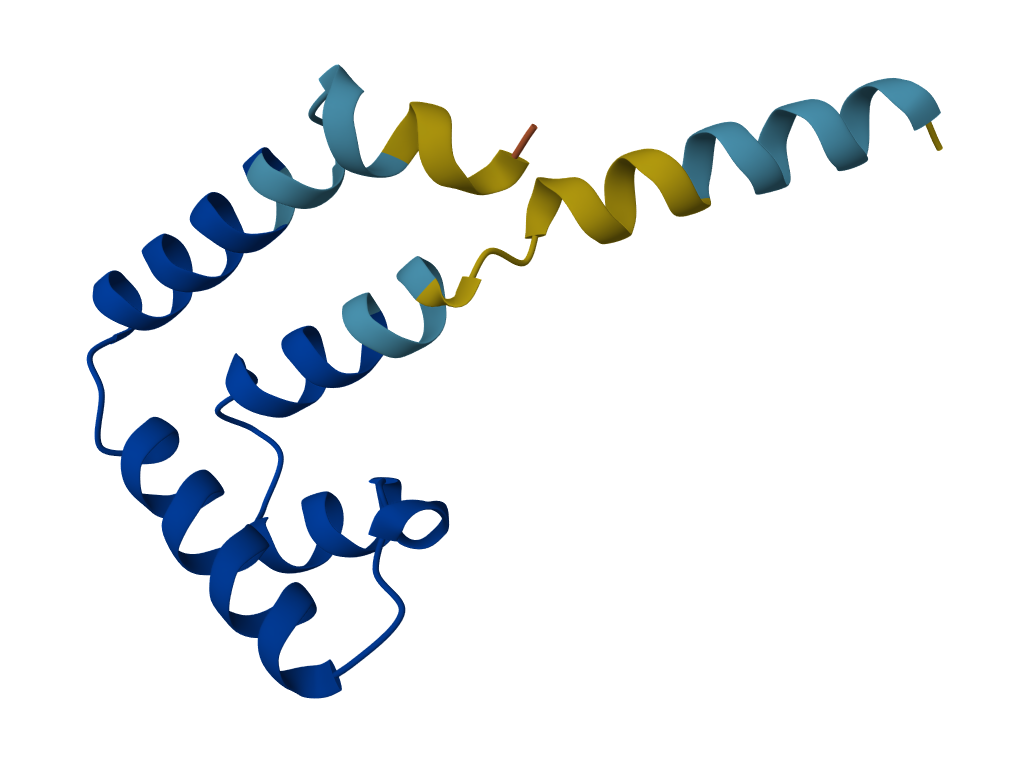
SCGB2A1

## SCGB2A1, ou Mammaglobine B
Situé sur le chromosome 11, le gène de la mammaglobine est fortement exprimé dans le cancer de l’endomètre, lieu de sa découverte chez l’homme. Son rôle physiologique reste encore mal connu, mais l’on peut dès lors noter son expression dans bon nombre de pathologies malignes.

## Rôle dans les pathologies
SCGB2A2 étant hautement spécifique du tissu épithélial mammaire, elle pourrait être un bon marqueur dans le cadre de la détection des métastases du cancer du sein, notamment dans le ganglion sentinelle ou dans les autres tissus. Elle pourrait donc être une cible immunothérapeutique potentiellement intéressante dans le cadre du traitement du cancer.
SCGB2A1 a également été présentée comme un marqueur pronostic dans le cancer de l’ovaire ou le cancer de l’endomètre. En effet, la diminution de SCGB2A1 est associée à des caractéristiques clinico-pathologiques de mauvais pronostic. Par ailleurs, une faible expression de la protéine est attribuée à un taux de survie diminué pour les patients atteints d’un cancer de l’endomètre. Son expression reste cependant variable selon le sous-type de cancer développé ; elle est soit augmentée, soit diminuée. On suggère donc que SCGB2A1 soit impliquée dans la carcinogenèse des cellules du cancer de l’endomètre, notamment en interagissant avec des voies de signalisation. De plus, il a été démontré que la diminution de l’expression de cette sécrétoglobine est significativement associée avec le grade, le stade, le statut tumoral ou encore le sous-type histologique de la tumeur. Des recherches restent cependant nécessaires. La Mammaglobine est considérée comme indispensable pour un diagnostic précis de carcinome mammaire.